# Prionomys batesi
Prionomys batesi is een knaagdier uit de onderfamilie der boommuizen (Dendromurinae) dat voorkomt in Kameroen, de Centraal-Afrikaanse Republiek (CAR) en de Republiek Congo.

## Taxonomie
P. batesi is de enige soort van het geslacht Prionomys, dat verwant is aan Dendroprionomys rousseloti uit de Republiek Congo, en samen met die soort een groep vormt die mogelijk niet nauw verwant is aan de andere boommuizen (een fylogenetische studie gebaseerd op kenmerken van de tanden gaf als resultaat dat Dendroprionomys-Prionomys en de overige boommuizen aparte claden vormden). Ze vormen naar alle waarschijnlijkheid minstens een aparte geslachtengroep binnen de boommuizen.
Er zijn in totaal slechts drie exemplaren bekend: één elk uit Bitye en de omgeving van Obala, allebei in Kameroen, zestien uit La Maboké in de CAR en vijf uit het nationale park Odzala in de Republiek Congo. De soort komt voor zover bekend voor in bossen die in de laatste ijstijd in savanne zijn veranderd en later weer door het regenwoud zijn gekoloniseerd. Deze bossen bevatten veel kruiden uit de familie Marantaceae. Als dit waar is, kan de verspreiding van P. batesi worden verklaard vanuit de schommelingen in de wereldtemperatuur tijdens ijstijden en interglacialen, die in Afrika invloed hadden op de verspreiding van bos en savanne.

## Kenmerken
P. batesi is een klein knaagdier met een dichte, korte vacht. De bovenkant van het lichaam is lichtbruin; die kleur loopt geleidelijk over in de grijze onderkant. Het gezicht is wat lichter dan het lichaam. De oren zijn kort en rond. De staart is slechts spaarzaam bedekt met korte bruine haren. Op de bovenkant van de handen en voeten zijn kleine witte haren te zien. Aan de voorvoeten zitten vier tenen, aan de achtervoeten vijf. De eerste vinger aan de achtervoet kan tegenover de andere vingers worden geplaatst. Vrouwtjes hebben twee paren van mammae op de borst en twee op de buik. De kop-romplengte bedraagt 54 tot 90 mm, de staartlengte 67 tot 112 mm, de achtervoetlengte 13,0 tot 17,0 mm en de oorlengte 8,0 tot 13,7 mm. Dieren uit de Republiek Congo zijn groter dan de exemplaren uit de CAR en Kameroen; er is een kleine mogelijkheid dat ze een aparte soort vertegenwoordigen. De in de Republiek Congo gevangen dieren hebben ook allemaal langere oren (13,0 tot 13,7 mm) dan de overige exemplaren (8,0 tot 12,0 mm).
De arcus zygomaticus is laag. Het foramen incisivum is kort. De snijtanden steken een beetje naar voren. De bovensnijtanden zijn oranje en zijn niet gegroefd. De ondersnijtanden zijn scherp en slank. De knobbels op de kiezen zijn in duidelijke lengterijen gerangschikt; het knobbelpatroon lijkt door een overeenkomstig dieet wel wat op dat van Deomys. De schedel is 21,7 tot 27,1 mm lang.

## Leefwijze
P. batesi is een 's nachts actieve, grotendeels in bomen levende soort. Het dier eet alleen mieren, vooral de soort Tetramorium aculeatum. Dat is mogelijk ook een reden voor de zeldzaamheid van deze soort in wetenschappelijke collecties: de meest gebruikte methodes om knaagdieren te vangen zijn voor insectenetende knaagdieren nauwelijks geschikt, bijvoorbeeld omdat plantaardig aas wordt gebruikt. De dag brengt deze soort door in een hol tussen boomwortels. De snijtanden worden gebruikt om het hol te graven en de tong om aarde weg te schuiven.